# Nagykőrös
Nagykőrös è una città di 25.127 abitanti situata nella contea di Pest, nell'Ungheria settentrionale.

## Amministrazione

### Gemellaggi
- Espelkamp, Germania
- Salonta, Romania
- Haaksbergen, Paesi Bassi
- Castrocaro, Italia
- Le Muy, Francia
- Thun, Svizzera